# 9 Pułk Piechoty Liniowej (Francja)

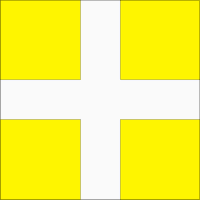
Sztandar Pułku Normandii

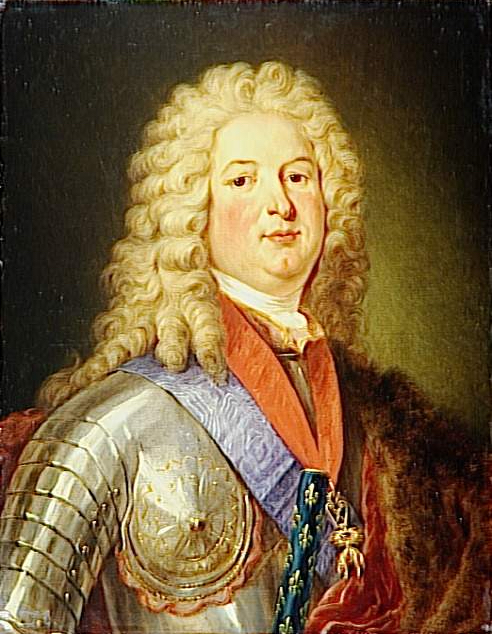
Philippe Charles de La Fare

9 Pułk Piechoty Liniowej (fr. 9e régiment d’infanterie de ligne) – pułk piechoty francuskiej, sformowany w 1616 w okresie Ancien Régime, rozformowany 31 lipca 1940. Znany też jako Pułk Normandii.
Pierwszym jego dowódcą był faworyt Marii Medycejskiej Concino Concini. W 1776 I i III batalion utworzyły nowy Régiment de Neustrie. Régiment de Normandie służył na wielu polach walki. Z bitew, w których brał udział, najważniejszą była bitwa pod Fontenoy (1745).
Od 1717 pułkiem dowodził Philippe Charles de La Fare (przyszły marszałek Francji). Po jego śmierci w 1752 dowództwo przejął Louis Nicolas de Péruse, markiz d’Escars (1743-1762), a potem Louis de Chastenet, hrabia de Puységur (do 1792).